# Casa Cama i Escurra
La casa Cama i Escurra és un edifici situat al carrer Gran de Gràcia, 15 de Barcelona, catalogat com a bé cultural d'interès local.

## Història
Encara que els plànols foren signats per Joan Baptista Feu, discret arquitecte amb moltes a la Gràcia de l'entorn del 1900, el projecte s'atribueix tradicionalment a Francesc Berenguer i Mestres, deixeble de Gaudí, cosa que l'ornamentació de la façana sembla confirmar.

## Descripció
Consta de planta baixa i cinc pisos amb terrat. Els baixos es troben molt modificats, havent perdut bona part dels seus atributs ornamentals originals. Entre les dues portes naturals de l'edifici, s'hi han obert dos nous finestrals amb arcs simples. Únicament la porta d'entrada i la obertura més oposada mantenen en part els elements originals amb decoracions vegetals. El coronament s'ha vist amutilat i al mateix temps s'han alterat els esgrafiats que cobreixen els murs. Aquests esgrafiats estan pintats de verd i tenen motius entrellaçats.
Al marge dels emmarcaments de pedra de les obertures i els ferros de porta i balcons, destaquen particularment els dos parells de tribunes de vidre de colors emplomat, amb estructures i abillaments de ferro sobre els balcons extrems de les dues primeres plantes de les cinc que organitzen tot l'alçat. Tant les tribunes com els balcons tenen forma ondulant. Cal subratllar, també, la decoració conservada al vestíbul amb arrambadors de ceràmica.